# رالستون (اکلاهما)
رالستون(به انگلیسی: Ralston) شهری در ایالت اکلاهما کشور ایالات متحده آمریکا است که جمعیت آن در سرشماری سال ۲۰۱۰ میلادی، ۳۳۰ نفر بوده‌است.